# Те, кто меня любит, поедут поездом
Те, кто меня любит, поедут поездом (фр. Ceux qui m'aiment prendront le train) — французская кинодрама, поставленная в 1998 году режиссёром Патрисом Шеро. Лента участвовала в основной конкурсной программе 51-го Каннского кинофестиваля и боролась за главный приз — «Золотую пальмовую ветвь». Фильм был номинирован в 11 категориях на кинопремию «Сезар» 1999 года, в 3-х из которых он одержал победу.

## Сюжет
В Лиможе умер художник Жан-Батист, который завещал похоронить своё тело в одном из провинциальных городков. Перед самой смертью Жан произнёс довольно непонятную фразу: «Те, кто меня любят, поедут поездом». И вот на парижском вокзале собираются все те, кто занимал определённое место в жизни Жана: бывшие жены-наркоманки, любовники, больные СПИДом, сыновья-трансвеститы и просто люди со своими проблемами и комплексами. Разношёрстная толпа обыденно шумит в поиске свободных мест в поезде на Лимож, люди натыкаются друг на друга, бросают стандартные фразы о сострадании и добродетели покойного, болтают о жизни и вспоминают старые обиды. Многие из них были злы на то, что им придётся ехать в провинцию, но уже во время путешествия раздражение начинает меняться раскрепощением. В стороне остаётся только один из сыновей старого художника — он одиноко едет машиной с гробом отца, и, как и все другие путешественники, думает только о сексе, наркотиках, конкуренции и потерянной любви.
В Лиможе всех прибывших ждёт короткая похоронная церемония на местном кладбище и большой пустой дом, в котором вновь будут долгие разговоры, выяснение отношений с воспоминаниями о старых обидах. Опять обсуждается, кого из братьев отец любил больше и кто из них больше был достоин его любви, кто чаще посещал старика, кто больше помогал. Опять будут старые разговоры о бывших жёнах и бывших любовниках; люди, запутавшиеся в себе и своих чувствах, будут признаваться друг другу в любви и обвинять друг друга во всех грехах. Изредка люди будут вспоминать повод, по которому они все собрались в Лиможе, и говорить хорошие слова о покойном.

## В ролях
| Актёр                 | Роль                              |
| --------------------- | --------------------------------- |
| Паскаль Греггори      | Франсуа                           |
| Валерия Бруни-Тедески | Клэр                              |
| Шарль Берлен          | Жан-Мари                          |
| Жан-Луи Трентиньян    | Люсьен Эммерих/Жан-Батист Эммерих |
| Бруно Тодескини       | Луи                               |
| Венсан Перес          | Вивьен                            |
| Доминик Блан          | Катрин                            |
| Рошди Зем             | Тьерри                            |
| Оливье Гурме          | Бернар                            |

## Награды и номинации
| Год  | Награда                              | Категория                                       | Номинант                                    | Результат |
| ---- | ------------------------------------ | ----------------------------------------------- | ------------------------------------------- | --------- |
| 1998 | Каннский кинофестиваль               | Золотая пальмовая ветвь                         | Те, кто меня любит, поедут поездом          | Номинация |
| 1998 | Международный кинофестиваль в Чикаго | Золотой Хьюго                                   | Те, кто меня любит, поедут поездом          | Номинация |
| 1999 | Премия «Сезар»                       | Лучший фильм                                    | Те, кто меня любит, поедут поездом          | Номинация |
| 1999 | Премия «Сезар»                       | Лучшая режиссура                                | Патрис Шеро                                 | Победа    |
| 1999 | Премия «Сезар»                       | Лучшая мужская роль                             | Паскаль Греггори                            | Номинация |
| 1999 | Премия «Сезар»                       | Лучшая мужская роль второго плана               | Венсан Перес                                | Номинация |
| 1999 | Премия «Сезар»                       | Лучшая мужская роль второго плана               | Жан-Луи Трентиньян                          | Номинация |
| 1999 | Премия «Сезар»                       | Лучшая женская роль второго плана               | Доминик Блан                                | Победа    |
| 1999 | Премия «Сезар»                       | Лучший оригинальный или адаптированный сценарий | Даниэль Томпсон, Патрис Шеро, Пьер Тривидик | Номинация |
| 1999 | Премия «Сезар»                       | Лучшая работа оператора                         | Эрик Готье                                  | Победа    |
| 1999 | Премия «Сезар»                       | Лучшие декорации                                | Сильвен Шовело, Ришар Педуцци               | Номинация |
| 1999 | Премия «Сезар»                       | Лучший монтаж                                   | Франсуа Гедижье                             | Номинация |
| 1999 | Премия «Сезар»                       | Лучший звук                                     | Гийом Сьиама, Жан-Пьер Лафорс, Надин Мюз    | Номинация |
| 2000 | Премия британского независимого кино | Лучший иностранный независимый фильм            | Те, кто меня любит, поедут поездом          | Номинация |